# Red Records
Red Records ist ein 1976 von Sergio Veschi (* 1943 bei Urbino) gegründetes, unabhängiges italienisches Jazzlabel, das seinen Sitz in Mailand hat.

## Geschichte des Labels
Der Jazzfan Sergio Veschi hatte neben seinem Hauptberuf bei Olivetti in den 70er Jahren damit begonnen, Auftritte von US-amerikanischen Jazzmusikern wie dem Max Roach Quartett, Don Cherry, Mal Waldron, Sam Rivers und anderen in Mailand zu organisieren; Veschi initiierte auch ein Jazz Festival in der Haupthalle der Mailänder Universität.
1973 bekam er die Anregung des künstlerischen Leiters des Umbria Jazz Festivals, Alberto Alberti, das Sam Rivers Trio aufzunehmen, das auf dem Bergamo Jazz Festival auftreten würde. Veschi mietete ein Studio und nahm die Masterbänder auf; es blieb nur noch, diese zu vermarkten. Auf der Suche nach Gelegenheiten zur Veröffentlichung knüpfte Veschi Kontakte zum Verlag Editoriale Sciascia, die dann zunächst Red Records vertrieben.
Zwischen 1977 und 1980 wurde Red Records hauptsächlich in Italien vermarktet und war das erste unabhängige italienische Label auf dem nationalen Jazzmarkt. Das zur gleichen Zeit schon bestehende Label Black Saint war in finanzielle Schwierigkeiten geraten und wurde an den Konzern IREC verkauft. Veschi arbeitete später mit dem Black Saint-Geschäftsführer Giovanni  Bonandrini zusammen. Inzwischen werden die Vinyl-Alben und CDs des Label über Mailorder vertrieben. 
Das auf Jazz spezialisierte Label Red Records produziert seit Ende der 1970er Jahre Alben des europäischen und US-amerikanischen Jazz; bei dem Label erschienen seitdem Musikaufnahmen von  Kenny Barron, Paul Bley, Jerry Bergonzi, Flavio Boltro, Franco D’Andrea, Roberto Gatto, Steve Grossman, Julius Hemphill,  Joe Henderson, Billy Higgins, Steve Lacy, Dave Liebman, Ray Mantilla, Steve Nelson, Woody Shaw, Jim Snidero, Giovanni Tommaso, Gianluigi Trovesi, Massimo Urbani, Abdul Wadud, Cedar Walton, Bobby Watson und Phil Woods.
Zu international bekannten Alben gehören Joe Hendersons Trioalbum Standard Joe (1991),  David Murrays  frühes Album Last of the Hipmen (1978) und Steve Lacys Axieme (1975). Viele der Red-Produktionen entstanden in Mailand, so auch Paul Bleys Soloalbum Blues for Red 1989. Auf dem Label erschien auch ein Mitschnitt aus Brooklyn mit den Red All-Stars von 1998, zu denen u. a. Bobby Watson, Jerry Bergonzi, Kenny Barron, Curtis Lundy und Victor Lewis gehörten.
In seiner Besprechung in All about Jazz zitiert Michael Bailey Joe Henderson, der das Label  Red Records als The Blue Note of Europe bezeichnete.